# 마이크 무시나
마이클 콜 '마이크' 무시나(Michael Cole 'Mike' Mussina, 1968년 12월 8일 ~ )는 전 메이저 리그 뉴욕 양키스의 투수이다.
그는 무스(MOOSE)라는 별명을 가지고 있으며, 과거 조 토리(당시 양키스 감독)가 전화만 하면 선수가 온다는 소문이 있을 때, 토리의 전화를 받고 양키스에 입단했다. 양키스에 입단 이후 5이닝 이하로 투구한 경우가 단 1번뿐인 꾸준함도 갖추었으며, 주무기인 너클커브의 경우 대학 시절 심심할 때마다 너클볼을 던지다가 익히게 되었다고 한다. 08년 시즌 다승 선두 자리를 가지고 20승을 거둔 뒤 은퇴했다. 스탠퍼드 대학 경제학 학사라는 특이한 이력이 있다.

한편, 볼티모어는 본인(무시나)이 2000년을 끝으로 팀을 떠난 뒤 에릭 베다드 다니엘 카브레라 딜런 번디 등이 부상에 시달리거나 기대만큼 성장하지 못했으며 케빈 가우즈먼 제이크 아리에타가 팀을 떠난 후 포텐셜이 폭발한 데다 2008년 브라이언 매터스를 4순위로 뽑은 것이 큰 실패로 돌아가는 등 강력한 에이스가 없었다.

## 투구 스타일
무시나는 여러 구종을 던질 수 있는데, 직구는 최고 시속 90마일에 평균 87~88마일 정도에서 형성되며, 투심 패스트볼, 스플릿 핑거, 슬라이더, 체인지업, 커터, 너클 커브가 그의 주무기이다. 프로 경력이 쌓여가면서 그는 구속이 줄어들게 되자 체인지업 위주로 볼배합을 재편하면서 공의 속도를 더욱 정교하게 조절하고, 투구법을 다양하게 하여 타자를 혼란스럽게 하는 기술을 향상시켰다. 양키스에 온 이후 볼티모어 시절 훌륭했던 너클커브의 구위가 보이지 않는 이유는 나이 문제가 아니라 주전 포수인 포사다가 잡을 수 없어서였다. 많은 투수들이 양키스에 와서 호르헤 포사다 때문에 자신의 완전한 구위를 던질 수 없는 것으로 상당히 유명하다. 과거 상당한 이닝이터의 능력을 지금 잃은 가장 큰 이유는 투구수 자체가 많이 줄었다는 것에 있다. 3~4년 전만 해도 평균 투구수가 100개가 넘었으나 2008년에는 평균 투구수가 81.5개까지 줄어들었다.
2006년 스프링 트레이닝 때 양키스의 포수 호르헤 포사다는 자체 청백전에서 무시나가 체인지업을 던질 때 특이한 그립을 사용하는 것을 간파하고 그 공을 홈런으로 연결했다. 포사다는 무시나에게 그 점을 지적해 줬고 무시나는 그립을 교정했다. 이 변화로 인해 그는 2003년 이래 가장 좋은 성적으로 시즌을 보낼 수 있었다.

## 통산 기록
270승 153패 평균자책점 3.68

## 참조
1. ↑  김형준 (2007년 8월 20일). “[스타 포커스] '볼티모어의 새 에이스' 에릭 베다드”. 김형준 칼럼. 2024년 2월 4일에 확인함.
2. ↑  김형준 (2007년 8월 20일). “[스타 포커스] '볼티모어의 새 에이스' 에릭 베다드”. 김형준 칼럼. 2024년 2월 4일에 확인함.
3. ↑  김형준 (2017년 7월 24일). “[인사이드MLB] 볼티모어 오리올스의 예고된 몰락”. 김형준 칼럼. 2024년 2월 4일에 확인함.
4. ↑  이상학 (2020년 8월 14일). “'류현진 영입' 포기했던 에인절스, 번디 트레이드 '대박'”. OSEN. 2024년 2월 4일에 확인함.
5. ↑  고동현 (2017년 2월 14일). “'전체 4번 지명' 브라이언 매터스, 애리조나와 마이너 계약”. 마이데일리. 2024년 2월 4일에 확인함.
6. ↑  BASEBALL; Mussina Shuts Down Orioles With Surprise and His Splitter - New York Times
7. ↑  Verducci, Tom (2006년 4월 25일). “Wise guys”. 스포츠 일러스트레이티드. 2006년 6월 16일에 원본 문서에서 보존된 문서. 2008년 6월 8일에 확인함.